# 伊斯塔拉夫尚
39°54′39″N 69°00′23″E / 39.91083°N 69.00639°E

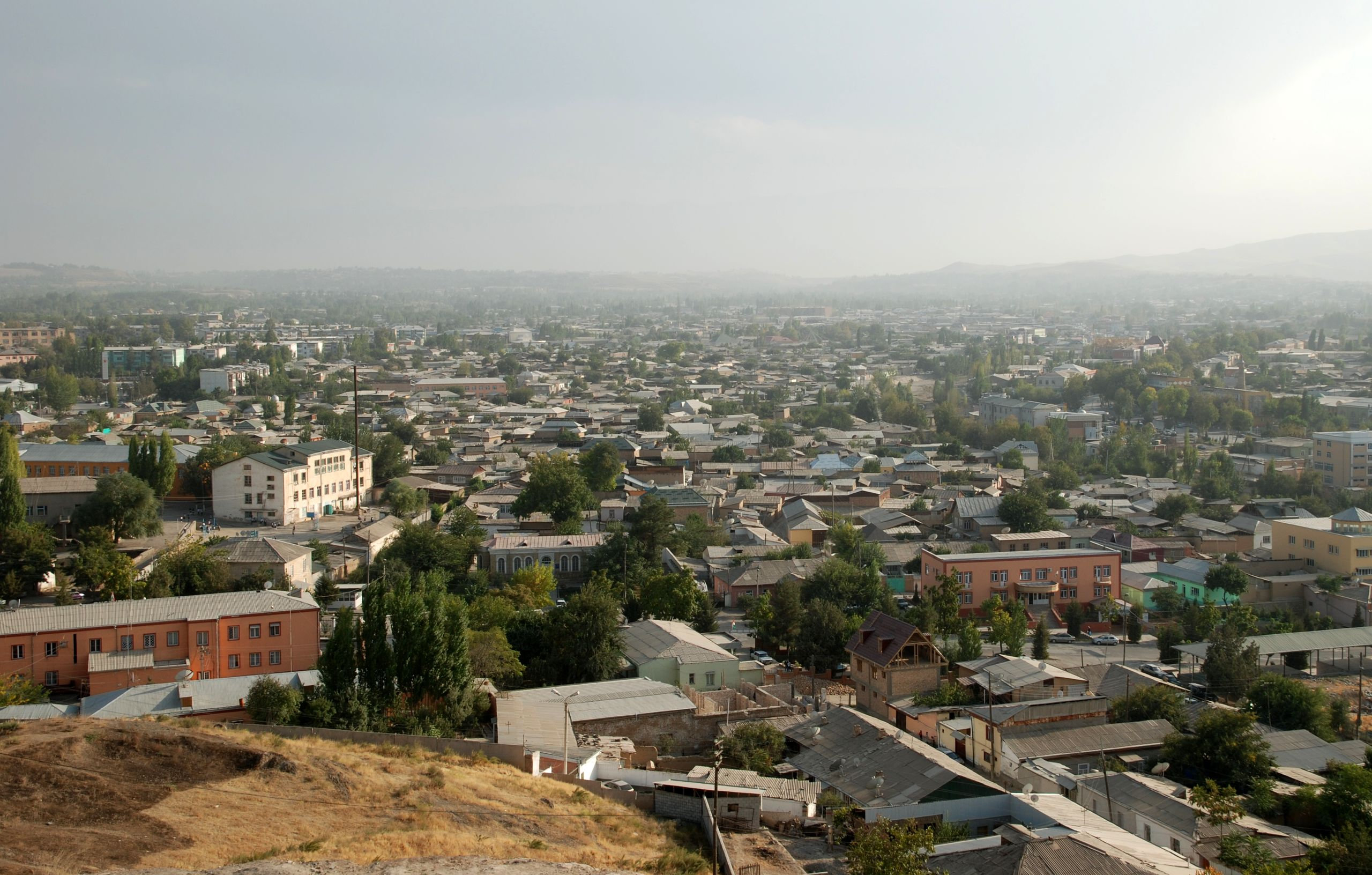
伊斯塔拉夫尚的鳥瞰圖

伊斯塔拉夫尚（塔吉克語：‎ / ；轉寫：Istravshan）是塔吉克斯坦的城市，原名乌拉提尤别（Uroteppa, Ura-Tyube；或译乌腊提尤别、乌拉秋别），2000年塔吉克斯坦政府将该市更名为现名伊斯塔拉夫尚。由索格特州負責管轄，位於該國西北部，距離首府苦盞78公里，面積1,830平方公里，海拔高度992米。2020年人口273500人。。
中国古称“大宛城”（或“贺山城”），属西域36国之一，是塔吉克斯坦其中一個保存最完好的古城。游览景点包括纪念建城2,500周年的“蓝色穹顶”、城里较大的Hazrat-i-shah清真寺，以及能夠看到制作手工刀具的伊斯塔拉夫尚市场。

## 历史
根据文献及考古资料，该地在公元前6至4世纪时便成为了聚居点。公元前6世纪，阿契美尼德王朝在现在的伊斯塔拉夫尚附近建立了居鲁士卡达城（Kurushkada，希腊史料记为Cyreschata），以居鲁士大帝得名，希腊史料中也称之为居鲁波利斯（Cyropolis）。
隋唐时为曹国。
13世纪，乌拉提尤别城为蒙古人所摧毁。14世纪帖木儿王朝时期，乌拉提尤别再次繁荣发展了起来。
1861年1月，布哈拉埃米尔国与浩罕汗国双方军队在乌拉提尤别发生战斗，布哈拉一方惨败，使得浩罕吞并了乌拉提尤别。
1886年，乌拉提尤别成为了俄罗斯帝国的一部分。
1945至1947年间，乌拉提尤别成为了塔吉克苏维埃社会主义共和国乌拉提尤别州的首府。但1947年1月，该州被撤销，并入了列宁纳巴德州。乌拉提尤别因此也失去了州首府的地位。
2000年，塔吉克斯坦政府将乌拉提尤别这个突厥语地名更名为塔吉克语（波斯语）的伊斯塔拉夫尚。

## 外部連結
- Official web site
- Istaravshan RISOL Internet Learning Center
- Istaravshan IREX
- OpenStreetMap